# Cerco de Jerusalém (1187)
O Cerco de Jerusalém foi uma decisiva batalha travada pelo controle de Jerusalém, entre 20 de setembro a 2 de outubro de 1187, quando os homens de Balião de Ibelin renderam a cidade a Saladino, um poderoso sultão muçulmano. Esta derrota para os cristãos assinalou o fim do primeiro Reino de Jerusalém. A Europa respondeu em 1189 lançando mais uma expedição militar, a Terceira Cruzada, liderada por Ricardo I de Inglaterra, Filipe II de França e por Frederico I, Sacro Imperador Romano-Germânico (cada um destes liderando incursões separadas).

## Contexto
O Reino de Jerusalém, que perdurava fazia quase um século, sofria com disputas internas. O recém coroado rei, Guido de Lusignan, enviou boa parte dos exércitos da cidade para enfrentar as forças de Saladino, Sultão do Egito e Síria. Os dois confrontaram-se na Batalha de Hatim (4 de julho de 1187), que acabou sendo um fracasso humilhante para os cruzados. O exército de Jerusalém fora praticamente destruído ou dispersado, e boa parte da nobreza local, incluindo o rei Guido, acabou sendo capturada. Em setembro, os muçulmanos já dominavam boa parte das regiões vizinhas de Jerusalém. As tropas de Saladino já haviam assumido o controle das fortalezas cruzadas em Acre, Nablus, Jafa, Toron, Sídon, Beirute e Ascalão.
Balião, senhor de Ibelin, foi um dos poucos lordes que sobreviveram ou escaparam a captura em Hatim. Ele, e outros sobreviventes, tomaram refúgio em Tiro. Balião contactou Saladino e pediu salvo-conduto para Jerusalém, com o propósito de buscar sua esposa, Maria Comnena. O Sultão concordou. Contudo, ao chegar na cidade, Heráclio, Patriarca de Jerusalém e arcebispo de Cesareia, e a Rainha Sibila rogaram que ele permanecesse. Balião concordou e começou a planejar as defesas da cidade.
A situação de Jerusalém era precária. A cidade transbordava de refugiados da guerra e havia poucos cavaleiros. Balião então promoveu ao menos 60 escudeiros e jovens soldados ao título de cavaleiro e começou a estocar comida, armas e dinheiro. Saladino também se preparava para a batalha, trazendo reforços do Egito e da Síria. Seu exército era, naquela altura, vastamente superior numericamente as forças dos cruzados.

## A batalha
Apesar das negociações, ambos os lados se preparavam para a guerra. Saladino exigia a rendição da cidade, mas Balião queria negociar em uma posição mais favorável. Em 20 de setembro a cidade já estava completamente cercada. Por dias, os muçulmanos começaram a bombardear Jerusalém com disparos de catapultas e manganelas. Pedras e outros meios eram disparados por pesados trabucos. Por pelo menos seis dias, escaramuças se seguiram com poucos resultados. As forças de Saladino investiram diretamente contra os muros da cidade diversas vezes, mas não conseguiram quebrar suas defesas. Os sarracenos então focaram seus ataques pelo Monte das Oliveiras, em uma área pouco protegida. Em 29 de setembro, os muros daquela região cederam. Balião e os defensores cruzados, exauridos pela batalha, não tinham como defender a cidade por muito mais tempo. Em outubro, as negociações recomeçaram. Saladino permitiu que os habitantes da cidade pudessem deixá-la, mediante o pagamento de uma taxa (ou resgate). Balião argumentou que havia pelo menos 20 mil refugiados que não tinham dinheiro o suficiente para pagar o valor. O sultão então concordou em baixar os valores. Mais tarde, mulheres, crianças, velhos e doentes foram permitidos partir sem pagar nada. Ao menos outras milhares de pessoas também foram permitidas evacuar a cidade.

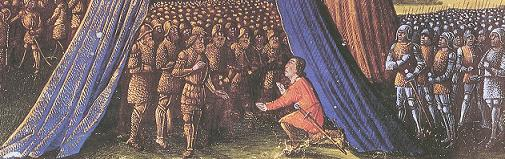
Balião entrega a cidade de Jerusalém a Saladino, c. 1490.

Em 2 de outubro, Balião entregou a Torre de Davi, o principal ponto de defesa de Jerusalém. No mesmo dia, as últimas caravanas de refugiados deixaram a cidade e as tropas de Saladino adentraram na capital do reino. Balião se juntou a sua esposa em Trípoli. Heráclio, arcebispo da cidade, teria partido levando consigo todos os tesouros e relíquias das igrejas locais. Como parte do acordo firmado com Balião para a rendição de Jerusalém, Saladino permitiu que peregrinos cristãos tivessem salvo-conduto para visitar seus locais sagrados na cidade. Quando os cristãos conquistaram Jerusalém pela primeira vez em 1099, eles massacraram todos os considerados "infiéis" (não cristãos), resultando em centenas de mortes de inocentes. Temia-se que o sultão também massacrasse os habitantes que não haviam conseguido fugir, contudo Saladino acabou tratando os povos conquistados com surpreendente generosidade.
Enquanto isso, notícias da desastrosa derrota em Hatim chegaram à Europa. A conquista completa das terras ao redor de Jerusalém só viria no verão de 1187. Planos começaram então a ser feitos para uma nova incursão militar. Em 29 de outubro, antes mesmo que as notícias da queda de Jerusalém chegassem ao continente, o Papa Gregório VIII emitiu uma bula pontifícia (a Audita tremendi), convocando uma nova cruzada. A expedição partiria apenas em 1189, com três contingentes separados, vindos da Inglaterra, da França e da Alemanha. A nova cruzada, contudo, não conseguiu reaver Jerusalém para os cristãos.